# Kamenín
Kamenín (maďarsky Keménd, německy Kamend, Kemend) je obec na Slovensku v Nitranském kraji v okrese Nové Zámky. Žije v ní přibližně 1 500 obyvatel. Je zde mateřská škola s vyučovacím jazykem maďarským. Obec je součástí euroregiónu Ister Granum.

## Historie
Archeologické nálezy dokládají osídlení v období neolitu. První písemná zmínka o obci pochází z roku 1183, kde je uváděná jako Camend, později Kemend a od roku 1948 nese název Kamenín. Obec převážně patřila pod ostřihomskou kapitulu. Po tatarských nájezdech v roce 1560 zpustla. V roce 1699 v ní žilo 200 obyvatel, v roce1715 je uváděn mlýn a 61 domácností. V roce 1755 už v ní žilo 791 obyvatel, v roce 1787 v 151 domech žilo 884 obyvatel a v roce 1828 zde žilo 1039 obyvatel v 173 domech. Po první světové válce v rámci pozemkové reformy byla rozdělena církevní půda. Hlavní obživou bylo zemědělství a vinohradnictví.
Na konci druhé světové války na území obce Kamenín proběhla tanková bitva mezi německou armádou a Rudou armádou. Do bojů zde bylo nasazeno na 400 tanků. V průběhu bojů zahynulo 130 obyvatel obce, asi 5000 vojáků obou stran a bylo zničeno na 80 % domů včetně věže kostela.

## Přírodní poměry
Obec se nachází ve východní části Podunajské pahorkatiny a její části Ipeľské pahorkatiny na pravém břehu řeky Hron, který severně od obce meandruje s mrtvým ramenem. Východní část katastru obce na levém břehu Hronu je lesní porost tvořený dubovými a akátovými lesy. Nadmořská výška se pohybuje v rozmezí 110 až 267 metrů. Střed obce se nachází ve výšce 126 metrů. Jižně od vesnice se nacházela národní přírodní rezervace Kamenínske slanisko a do správního území zasahovala také přírodní rezervace Čistiny. Obě byly v roce 2020 zrušeny a nahrazeny chráněným areálem Kamenínská slaniska.

## Pamětihodnosti
- Památník osvobození – pomník bojům ve dnech 17. února – 27. března 1945 z roku 1985[9]
- Hrádek Várhegy – středověká archeologická lokalita[10]

## Partnerské obce
- Bățanii Mari, Rumunsko
- Jászapáti, Maďarsko
- Héreg, Maďarsko
- Kosd, Maďarsko
- Pély, Maďarsko[3]